# Château Climens

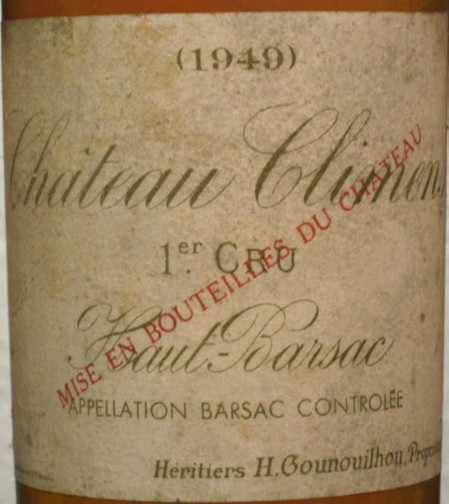
Detalle de una etiqueta de Château Climens de 1949.

Château Climens es un vino clasificado como Premier Cru en la Clasificación Oficial del Vino de Burdeos de 1855 original, dentro de la AOC Sauternes dentro de Barsac en la Gironda, en el viñedo de Burdeos. La bodega se encuentra en la parte meridional de la región bordelesa, cerca de la otra bodega famosa de Barsac, Château Coutet. 
Es un vino que se considera mejor cuando es joven, aunque en sus mejores años alcanza gran fineza. Las cosechas de 1929, 1947 y 1949, según Alexis Lichine superan a Château d'Yquem al ser "más ligero, con menos vinosidad y cuerpo, y aun así milagrosamente sutil."
Château Climens produce también un segundo vino llamado Cypres de Climens.

## Historia
El nombre Climens, apareció por vez primera en un contrato datado en 1547, el nombre en el dialecto local significa "tierra pobre y poco fértil". La familia Roborel fue responsable de expandir la finca, iniciando la viticultura en el siglo XVII, y supervisaron la producción de vino blanco y tinto.
En 1855, el señor Henri Gounouilhou compró la propiedad, en el año en que Climens fue clasificado como un Premier Cru. Siguió siendo propiedad de la familia Gounouilhou hasta que Lucien Lurton de Château Brane-Cantenac compró la finca en 1971, junto con Château Doisy-Dubroca. Ha sido dirigida por su hija, Bérénice Lurton, desde 1992.

## Producción
La variedad de uva utilizada es 100% semillón, que se dice adecuada para el suelo calcáreo del viñedo. El viñedo se extiende por 29 hectáreas, con una producción media de 3.000cajas de 12 botellas por año.